# 勒瓦卢瓦桥-贝孔站
勒瓦盧瓦橋-貝孔站（法語：Pont de Levallois – Bécon）是巴黎地鐵的一個車站，也是巴黎地鐵3號線西側的起點車站。勒瓦盧瓦橋-貝孔站位於勒瓦卢瓦-佩雷，以勒瓦卢瓦桥和库尔伯瓦的贝孔街区（Bécon）命名，開業於1937年9月24日。

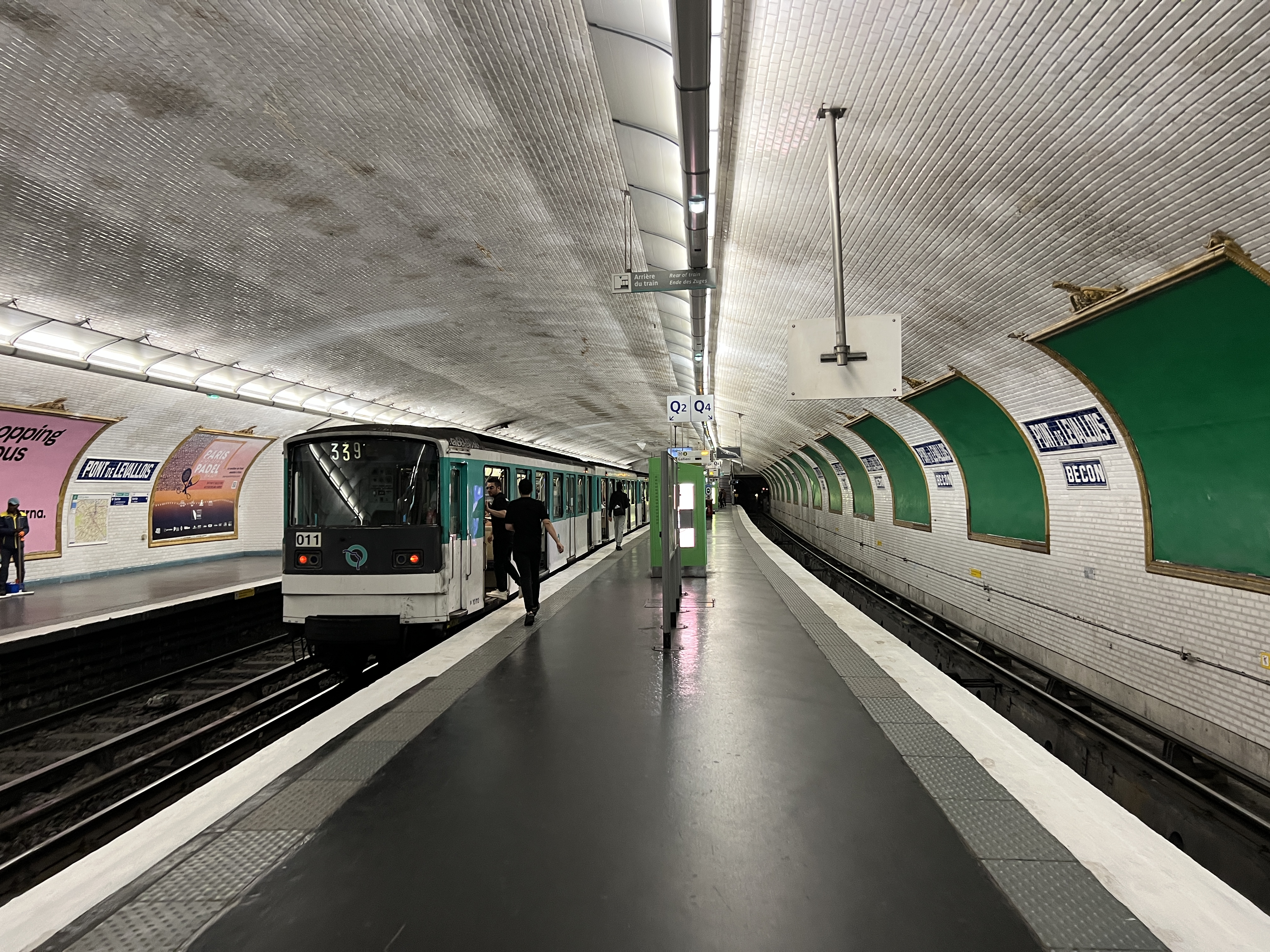
月台 (2022年7月)

## 車站構造
| 街道      |                    |                             |
| B1        | 夾層               |                             |
| 3號線月台 | 側式月台，右側開門 | 側式月台，右側開門          |
| 3號線月台 | 西行               | 落客月台                    |
| 3號線月台 | 東行               | 往加列尼（阿纳托尔·法郎士） |
| 3號線月台 | 島式月台           |                             |
| 3號線月台 | 東行               | 往加列尼（阿纳托尔·法郎士） |